# Callyspongia schulzei
Callyspongia schulzei är en svampdjursart som först beskrevs av Kieschnick 1900.  Callyspongia schulzei ingår i släktet Callyspongia och familjen Callyspongiidae. Inga underarter finns listade i Catalogue of Life.